# ONCE (cykelhold)
 For alternative betydninger, se ONCE. (Se også artikler, som begynder med ONCE)
ONCE, også kendt som Liberty Seguros, Liberty Seguros-Würth og Astana-Würth, var et spansk cykelhold. Hovedsponsor fra 2004 var det spanske forsikringsselskab Liberty Seguros. Sportschefen på holdet var Manolo Saiz.
På grund af Operation Puerto-skandalen trak Liberty Seguros sig som sponsor for holdet i 2006. Som følge af denne skandale inddrog det internationale cykelforbund UCI, også ProTour-licensen.
Dele af Liberty Seguros-organisationen finder man i dag på det kasakhiske cykelhold Astana Team.

## Ryttere
Et udpluk af ryttere på holdet igennem tiden:
| Navn                           | Nationalitet | År                   |
| ------------------------------ | ------------ | -------------------- |
| Pedro Muñoz Machín             | Spanien      | 1989–1990            |
| Peio Ruiz Cabestany            | Spanien      | 1989–1990            |
| Eduardo Chozas                 | Spanien      | 1989–1991            |
| Johnny Weltz                   | Danmark      | 1989–1993            |
| Herminio Díaz Zabala           | Spanien      | 1989–1998            |
| Anselmo Fuerte                 | Spanien      | 1990–1992            |
| Marino Lejarreta               | Spanien      | 1990–1992            |
| Melchor Mauri                  | Spanien      | 1990–1992, 1995–1998 |
| Joan Llaneras                  | Spanien      | 1991–1995            |
| Alex Zülle                     | Schweiz      | 1991–1997            |
| Johan Bruyneel                 | Belgien      | 1992–1995, 1998      |
| Neil Stephens                  | Australien   | 1992–1996            |
| Laurent Jalabert               | Frankrig     | 1992–2000            |
| Laurent Dufaux                 | Schweiz      | 1993–1994            |
| Erik Breukink                  | Holland      | 1993–1995            |
| Alberto Leanizbarrutia         | Spanien      | 1993–1998            |
| Oliverio Rincón                | Colombia     | 1994–1996            |
| Mariano Rojas                  | Spanien      | 1994–1996            |
| Marcelino García Alonso        | Spanien      | 1994–2000            |
| Roberto Sierra                 | Colombia     | 1994–2000            |
| David Etxebarria               | Spanien      | 1994–2000, 2005–2006 |
| Patrick Jonker                 | Australien   | 1995–1996            |
| Luis Pérez Rodríguez           | Spanien      | 1995–1998            |
| David Cañada                   | Spanien      | 1996–2000            |
| Íñigo Cuesta                   | Spanien      | 1996–2000            |
| Mikel Zarrabeitia              | Spanien      | 1996–2003            |
| Carlos Sastre                  | Spanien      | 1997–2001            |
| Miguel Ángel Martín Perdiguero | Spanien      | 1999                 |
| Andrea Peron                   | Italien      | 1999                 |
| Peter Luttenberger             | Østrig       | 1999-2000            |
| José Ivan Gutierrez            | Spanien      | 1999–2001            |
| Santos González                | Spanien      | 1999–2001            |
| Abraham Olano                  | Spanien      | 1999–2002            |
| Marcos Serrano                 | Spanien      | 1999–2003            |
| Isidro Nozal                   | Spanien      | 1999–2006            |
| Xavier Florencio               | Spanien      | 2000–2003            |
| Joaquim Rodríguez              | Spanien      | 2000–2003            |
| Iván Parra                     | Colombia     | 2001–2002            |
| David Arroyo                   | Spanien      | 2001–2003            |
| José Azevedo                   | Portugal     | 2001–2003            |
| Mikel Pradera                  | Spanien      | 2001–2003            |
| Jörg Jaksche                   | Tyskland     | 2001–2003, 2005–2006 |
| Joseba Beloki                  | Spanien      | 2001–2003, 2005–2006 |
| Igor González de Galdeano      | Spanien      | 2001–2005            |
| Giampaolo Caruso               | Italien      | 2002–2006            |
| Alberto Contador               | Spanien      | 2002–2006            |
| Koldo Gil                      | Spanien      | 2003–2005            |
| Allan Davis                    | Australien   | 2003–2006            |
| Luis León Sánchez              | Spanien      | 2003–2006            |
| Ángel Vicioso                  | Spanien      | 2003–2006            |
| Roberto Heras                  | Spanien      | 2004–2005            |
| Dariusz Baranowski             | Polen        | 2004–2006            |
| Carlos Barredo                 | Spanien      | 2004–2006            |
| Sergio Paulinho                | Portugal     | 2005-2006            |
| José Joaquín Rojas             | Spanien      | 2005–2006            |
| Michele Scarponi               | Italien      | 2005–2006            |
| Andrej Kasjetjkin              | Kasakhstan   | 2006                 |
| Unai Osa                       | Spanien      | 2006                 |
| Aleksandr Vinokurov            | Kasakhstan   | 2006                 |

## Resultater i Grand Tours

### Giro d'Italia
1990
7. plads: Marino Lejarreta
1991
5. plads: Marino Lejarreta
10. plads: Eduardo Chozas
1995
5. plads: Oliverio Rincón
1999
4. plads: Laurent Jalabert
2002
2. plads: Abraham Olano
5. plads: José Azevedo

### Tour de France
1990
5. plads: Marino Lejarreta
6. plads: Eduardo Chozas
1993
7. plads: Johan Bruyneel
1994
8. plads: Alex Zülle
1995
2. plads: Alex Zülle
4. plads: Laurent Jalabert
6. plads: Melchor Mauri
1999
6. plads: Abraham Olano
10. plads: Andrea Peron
2001
3. plads: Joseba Beloki
5. plads: Igor González de Galdeano
9. plads: Marcos Serrano
2002
2. plads: Joseba Beloki
5. plads: Igor González de Galdeano
6. plads: José Azevedo

### Vuelta a España
1990
3. plads: Anselmo Fuerte Abelenda
4. plads: Pedro Ruiz Cabestany
1991
 Melchor Mauri
3. plads: Marino Lejarreta
1993
2. plads: Alex Zülle
7. plads: Erik Breukink
9. plads: Johan Bruyneel
1994
4. plads: Alex Zülle
5. plads: Oliverio Rincón
1995
 Laurent Jalabert
3. plads: Johan Bruyneel
4. plads: Melchor Mauri
1996
 Alex Zülle
1997
 Alex Zülle
7. plads: Laurent Jalabert
1998
5. plads: Laurent Jalabert
2000
4. plads: Santos González
8. plads: Carlos Sastre
2002
3. plads: Joseba Beloki
2003
2. plads: Isidro Nozal
4. plads: Igor González de Galdeano

## Trøjer
| ONCE | ONCE | Liberty Seguros 2005 | Liberty Seguros 2006 | Astana 2006 |